# Kęstutis Bilius

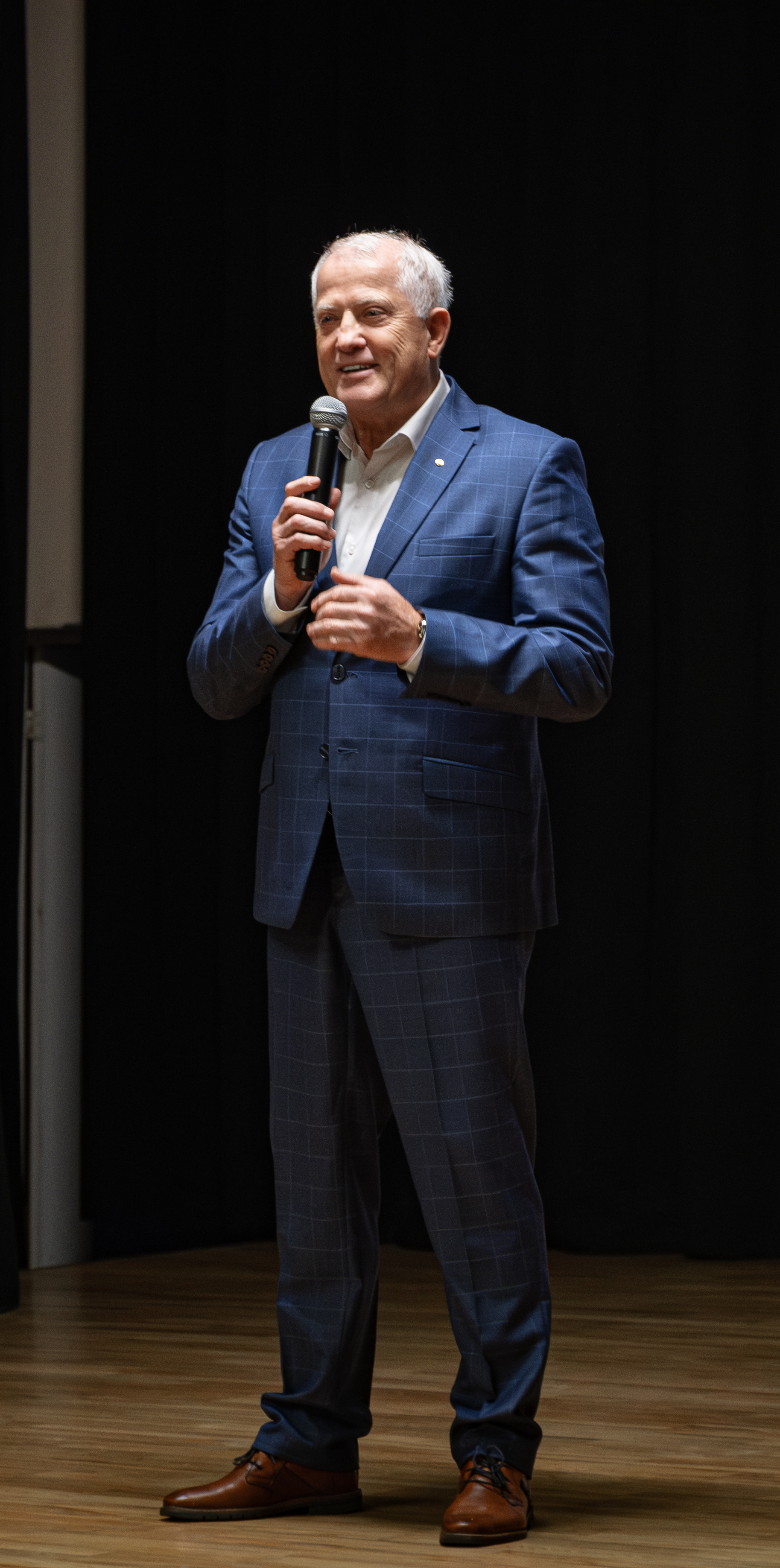
Kęstutis Bilius (2024)

Kęstutis Bilius (*  10. Oktober 1958 in Noreišiai, Rajongemeinde Kelmė) ist ein litauischer Politiker, seit November 2024 Mitglied des Seimas.

## Leben
Nach dem Abitur an der Mittelschule absolvierte Kęstutis Bilius das Diplomstudium der Geografie- und Sportpädagogik an der Vilniaus valstybinis pedagoginis institutas in der litauischen Hauptstadt Vilnius und wurde Lehrer. Von 1985 bis  	1988 war er stellv. Vorsitzender des Sportvereins SSD „Žalgiris“ in Šiauliai und Trainer im Feldhockey.
Von 1982 bis 	1985 arbeitete er als Lehrer der Schule	Kužiai und als Trainer der Sportschule Šiauliai. Von 1991 bis 	2019 leitete er die Unternehmen	UAB „Benkutas“ und UAB „Marsera“. Von 2019 bis  	2020 war er stellv. Direktor am Sportzentrum Kelmė.
Von 2011 bis 	2015 und von 2023 bis 2024 	war er Vizebürgermeister der Rajongemeinde Kelmė.
In der Parlamentswahl in Litauen 2024 wurde er ins 14. Seimas ausgewählt.
Seit 2023 ist er Mitglied von „Nemuno aušra“.
Von 	2020 bis  	2023 war er Mitglied von Laisvė ir teisingumas, von 2015 	bis 2020 der liberalen Partei Lietuvos laisvės sąjunga (liberalai), 	von 	2014  bis	2015 der Liberalų sąjūdis
und von 	2003 bis 	2014 der Liberalų ir centro sąjunga.
Er ist verheiratet.